# 力一
力一（1913年10月9日—1996年9月29日），原名伯皖，北京人，籍貫福州永泰，中国电讯专家、粒子加速器工程专家，曾任中国科学院高能物理研究所副所长，中国物理学会理事。